# Уабаин
Уабаин (от сомалийского waabaayo, «яд стрелы»; фр. ouabaïo), также g-строфантин, — ядовитый сердечный гликозид.

## Происхождение
Уабаин (g-строфантин) обнаружен в зрелых семенах строфанта приятного (Strophanthus gratus) и в коре акокантеры абиссинской (Acokanthera schimperi) (syn. Acokanthera ouabaio). Оба растения произрастают в Африке.

## Функция
Классический механизм действия уабаина включает связывание и ингибирование в клетке эукариотов действия мембранного белка натрий-калиевого насоса: Na+/K+-АТФазы.